# Moderner Englischer Zwergkämpfer
Die Modernen Englischen Zwergkämpfer sind eine englische Zwerghuhnrasse.

## Herkunft
Die Modernen Englischen Zwergkämpfer MEZK (englisch Modern Game) sind Mitte des 19. Jahrhunderts in England erzüchtet worden. Auch wenn sie „Moderne“ Englische Zwergkämpfer heißen, sind sie älter als die Altenglischen Kämpfer und die Modernen Englischen Kämpfer. Ihr Name „Kämpfer“ hat auch keine Bedeutung, da es sich bei den MEZK um eine Rasse der Gruppe Verzwergte Kämpferrassen und Verwandte handelt. Man kann auch mehrere Hähne zusammenhalten. Bei reinen Kämpferrassen wie z. B. Shamo geht das nicht. Ein Charakteristikum dieser Rasse ist die Fixierung auf den Menschen. Diese Rasse dient meist repräsentativen Zwecken.

## Farbschläge
Moderne Englische Zwergkämpfer gibt es in den 19 Farbschlägen:

## Informationen
- Ringgrößen: Hahn: 11, Henne 10[5]